# Премия «Давид ди Донателло» лучшей новой актрисе
Премия «Давид ди Донателло» лучшей новой актрисе (итал. David di Donatello per la migliore attrice esordiente) — один из призов национальной итальянской кинопремии «Давид ди Донателло», вручалась всего лишь два раза.

## Победители и номинанты
- 1982
  - Марина Сума — Le occasioni di Rosa
  - Атина Ченчи — Ad ovest di Paperino
  - Иза Галлинелли — Тальк
- 1983
  - Федерика Мастрояни — Будьте добрыми если сможете
  - Норма Мартелли — Ночь Святого Лаврентия
  - Тициана Пини — Ночь Святого Лаврентия